# Rivière Castor (Ontario)
Pour les articles homonymes, voir Castor.
La rivière Castor est un cours d'eau qui coule dans l'Est de l'Ontario, au Canada.
La rivière castor se jette dans la rivière Nation Sud, en amont du village de Casselman dans le Comtés unis de Prescott et Russell. Son bassin fluvial participe au bassin hydrographique de la rivière des Outaouais.

## Géographie
La rivière Castor naît de la confluence de la rivière Castor Nord, de la rivière Castor du milieu et la rivière Castor Sud au sud-est de Russell. Plusieurs bras se rejoignent dans la ville d'Embrun dont la rivière Castor Est.
Toponymie :
Le nom de la rivière fut donné par les Canadiens français en raison du grand nombre de barrages construits par les castors sur ce cours d'eau.